# Trillium komarovii
Trillium komarovii là một loài thực vật có hoa trong họ Melanthiaceae. Loài này được H.Nakai & Koji Ito miêu tả khoa học đầu tiên năm 1991.